# Истоки опасности
«Истоки опасности» (англ. Background to Danger) — американский шпионский триллер 1943 года режиссёра Рауля Уолша по мотивам романа Эрика Эмблера «Необычная опасность» о совместной работе разведчиков США и СССР против немецких агентов в Турции.

## Сюжет
1942 год. Нацистская Германия пытается втянуть нейтральную Турцию в войну на своей стороне, используя поводом покушение на своего посла в стране, но план не срабатывает, и немцы разрабатывают другую комбинацию — в турецкой газете, издатель которой завербован немцами, выходит статья с утверждением, что у СССР есть секретные планы вторжения в Турцию…
Американский спецагент OSS Джо Бартон для установления источника информации газеты, выдавая себя за продавца техники, едет поездом в Анкару. Он увлекается пассажиркой, которая при переходе таможни просит его пронести конверт. Придя к попутчице в отель, чтобы отдать конверт, но обнаруживает, что она смертельно ранена. Он прячется, когда кто-то приближается к номеру, и  незаметно наблюдает, как некто (это советский агент Николай Залешов) обыскивает багаж мёртвой женщины. Когда Бартом вылезает из номера через окно, его замечает Тамара Залешова, сестра Николая и тоже советский агент.
Турецкая полиция забирает Бартона на допрос, но он понимает, что эти они работают на немецкую разведку и отказывается сотрудничать. Его увозят на допрос к немецкому агенту Мейлеру, но прежде чем тот начнёт пытать Бартона его спасает Николай. Когда Залешовы раскрывают, что они советские агенты, и что в девушка с поезда была немецким агентом и везла важные документы, Бартон соглашается принести им конверт. К сожалению, он обнаруживает, что его гостиничный номер был разграблен, а документы украдены.
Бартон отправляется в Стабул, где встречается с агентом Хассаном, но тот оказывается «двойным агентом», работающим на немцев, и те захватывают Бартона. Оказывается Залешовы тоже схвачены. Бартону и Тамаре удаётся организовать побег, пока Николай ценой своей жизни прикрывает Бартона, заставляющего нацистского главаря под дулом пистолета сжечь документы.
Бартон и Тамара отправляются в Каир для выполнения совместного задания.

## В ролях
В главных ролях:
- Джордж Рафт — Джо Бартон
- Бренда Маршалл — Тамара Залешова
- Петер Лорре — Николай Залешов
- Сидней Гринстрит — Робинсон
- Оса Массен — Анна Ремзи
- Турхан Бей — Хасан

В эпиоздах:
- Курт Кэтч — Майлер
- Уиллард Робертсон — «Мак» МакНамара
- Дэниэл Око — Игорь Рашенко
- Педро Де Кордоба — Баба, старый турок
- Чарльз Ла Торре — Мустафа
- Стивен Герэй — Людвиг Радер
- Вильгельм фон Бринкен — немецкий дипломат
- Жорж Ренавент — таможенник
- Лео Уайт — агент
- Курт Кройгер — шофёр
- Курт Фёрберг — Франц фон Папен
- и другие

## Критика
«Истоки опасности» — это триллер, который вибрирует активностью. В фильме достаточно действия, чтобы вы не спали и были начеку.… Справедливости ради следует отметить, что временами сюжет становится довольно мутным… режиссёр, взявший экранизацию романа Эрика Эмблера, часто запутывал ситуацию, но не совсем правильно.

Гринстрит играет дьявольского персонажа в своем стиле элегантной жестокости на лучший вкус самого дьявола. А мистер Лорре играет русского с загадочной насмешкой. Возможно, мистер Рафт мог бы быть лучше; его исполнение довольно бесцветно, и он проходит через роль таким образом, чтобы предположить отсутствие ума или усталость. — 'Background to Danger' Opens at Strand // July 3, 1943